# Lakeland (Tennessee)
Lakeland é uma cidade localizada no estado norte-americano do Tennessee, no Condado de Shelby.

## Demografia
Segundo o censo norte-americano de 2000, a sua população era de 6862 habitantes.
Em 2006, foi estimada uma população de 7946, um aumento de 1084 (15.8%).

## Geografia
De acordo com o United States Census Bureau tem uma área de 46,7 km², dos quais 45,6 km² cobertos por terra e 1,1 km² cobertos por água.

## Localidades na vizinhança
O diagrama seguinte representa as localidades num raio de 20 km ao redor de Lakeland.